# Mike Budenholzer
Michael Vincent Budenholzer (Holbrook, 6 de agosto de 1969) é um treinador americano de basquete profissional. Atualmente está sem clube.
Budenholzer passou 19 temporadas com o San Antonio Spurs, servindo como coordenador de vídeo nas duas primeiras temporadas e depois como assistente técnico do treinador Gregg Popovich, e mais cinco como treinador do Atlanta Hawks. Posteriormente, treinou o Milwaukee Bucks de 2018 a 2023, conquistando o título da NBA na temporada 2020-21. Em 2024, assinou um contrato de US$ 50 milhões válido por cinco temporadas com o Phoenix Suns, mas foi demitido no primeiro ano, após não conseguir classificar o time para os playoffs.
Budenholzer é comumente referido por outros treinadores, jogadores e meios de comunicação como "Bud" ou "Coach Bud", de maneira semelhante ao seu mentor Popovich.

## Carreira como jogador
Natural de Holbrook, Arizona, Budenholzer estudou no Pomona College e jogou quatro anos de basquete e golfe e foi nomeado Atleta Sênior de Destaque em 1993. Ele se formou em filosofia, política e economia.
Em 19 de setembro de 2015, Budenholzer foi introduzido no Pomona-Pitzer Hall of Fame.

## Carreira como treinador
Após a universidade, ele passou a temporada de 1993-94 na Dinamarca, jogando profissionalmente pelo Vejle Basketball Klub, onde obteve uma média de 27,5 pontos e também atuou como treinador de dois times do sistema juvenil do clube.

### San Antonio Spurs

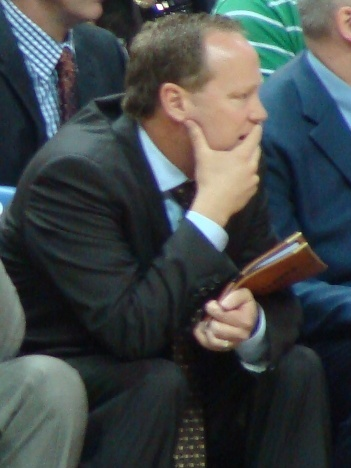
Budenholzer como assistente técnico do San Antonio Spurs

No início da temporada de 1994-95, Budenholzer foi contratado pelo San Antonio Spurs da National Basketball Association (NBA) como coordenador de vídeo. Ele ocupou esse cargo por dois anos antes de ser nomeado assistente técnico sob o comando do técnico Gregg Popovich no início da temporada de 1996-97. Budenholzer fazia parte das equipes que venceram quatro títulos da NBA enquanto estava nos Spurs.

### Atlanta Hawks
Budenholzer deixou San Antonio no final dos playoffs de 2013 para começar sua nova carreira como treinador principal do Atlanta Hawks. Os Hawks se classificaria para os playoffs da Conferência Leste como a 8ª melhor campanha em sua primeira temporada como treinador, mas perderia para o Indiana Pacers na primeira rodada.
Budenholzer foi nomeado o Técnico do Mês da Conferência Leste em dezembro de 2014, depois de liderar os Hawks a um recorde de 14-2 no mês. Ele foi nomeado treinador principal da equipe da Conferência Leste no All-Star Game da NBA de 2015 em virtude de Atlanta estar em primeiro lugar na conferência. Budenholzer ganhou o prêmio de Treinador do Mês da Conferência Leste em janeiro de 2015, depois de levar os Hawks ao primeiro recorde de 17-0 em um mês na história da NBA. Ele passou a liderar os Hawks a um recorde da franquia de 60 vitórias, bem como a mais profunda disputa de playoff em 48 anos. Em 21 de abril, ele foi nomeado vencedor do Troféu Red Auerbach como o Treinador do Ano da NBA em 2014-15.
Em 30 de junho de 2015, Budenholzer assumiu a função de Presidente de Operações de Basquete, além de suas funções como treinador. Enquanto Wes Wilcox foi promovido a gerente geral, Budenholzer teve a palavra final em todos os assuntos de basquete.
Em 1 de agosto de 2015, Budenholzer atuou como treinador assistente do Team Africa no jogo de exibição da NBA Africa em 2015.
Em 25 de abril de 2018, Budenholzer e os Hawks concordaram em se separar.

### Milwaukee Bucks
Em 17 de maio de 2018, o Milwaukee Bucks anunciou Budenholzer como treinador. Os Bucks tiveram sucesso em sua primeira temporada, registrando um recorde de 60-22. Em janeiro de 2019, a NBA anunciou Budenholzer como treinador da equipe da Conferência Leste do All-Star Game da NBA de 2019. No final da temporada, ele ganhou o Prêmio de Treinador do Ano da NBA pela segunda vez em sua carreira e também ganhou o prêmio de treinador do ano da National Basketball Coaches Association.
Em 20 de julho de 2021, Budenholzer liderou o Milwaukee Bucks ao título da NBA, derrotando o Phoenix Suns em seis jogos.

### Phoenix Suns
Em 11 de maio de 2024, assinou um contrato válido por cinco anos com o Phoenix Suns no valor de US$ 50 milhões. Após uma temporada decepcionante, no entanto, foi demitido pela equipe após não conseguir se classificar para os playoffs.

## Estatísticas como treinador
| Temporada Regular | Temporada Regular | Temporada Regular | Temporada Regular | Temporada Regular | Temporada Regular | Temporada Regular      | Playoffs | Playoffs | Playoffs | Playoffs | Playoffs                           |
| Time              | Ano               | J                 | V                 | D                 | %                 | Classificação          | J        | V        | D        | %        | Resultado                          |
| ----------------- | ----------------- | ----------------- | ----------------- | ----------------- | ----------------- | ---------------------- | -------- | -------- | -------- | -------- | ---------------------------------- |
| Atlanta           | 2013–14           | 82                | 38                | 44                | .463              | 4th na Divisão Sudeste | 7        | 3        | 4        | .429     | Perdeu na Primeira Rodada          |
| Atlanta           | 2014–15           | 82                | 60                | 22                | .732              | 1st na Divisão Sudeste | 16       | 8        | 8        | .500     | Perdeu na Final de Conferência     |
| Atlanta           | 2015–16           | 82                | 48                | 34                | .585              | 2nd na Divisão Sudeste | 10       | 4        | 6        | .400     | Perdeu nas Semi-Finais Conferência |
| Atlanta           | 2016–17           | 82                | 43                | 39                | .524              | 2nd na Divisão Sudeste | 6        | 2        | 4        | .333     | Perdeu na Primeira Rodada          |
| Atlanta           | 2017–18           | 82                | 24                | 58                | .293              | 5th na Divisão Sudeste | —        | —        | —        | —        | Não foi para os playoffs           |
| Milwaukee         | 2018–19           | 82                | 60                | 22                | .732              | 1st na Divisão Central | 15       | 10       | 5        | .667     | Perdeu na Final de Conferência     |
| Milwaukee         | 2019–20           | 73                | 56                | 17                | .767              | 1st na Divisão Central | 10       | 5        | 5        | .500     | Perdeu nas Semi-Finais Conferência |
| Milwaukee         | 2020–21           | 72                | 46                | 26                | .639              | 1st na Divisão Central | 23       | 16       | 7        | .696     | Ganhou o título da NBA             |
| Milwaukee         | 2021–22           | 82                | 51                | 31                | .622              | 1st na Divisão Central | 10       | 7        | 3        | .700     | TBD                                |
| Carreira          | Carreira          | 719               | 426               | 293               | .595              | –                      | 97       | 55       | 42       | .528     | –                                  |

Fonte:

## Vida pessoal
Budenholzer é o caçula de sete filhos nascidos de Vince e Libby Budenholzer. Ele é descendente de alemães. Seu pai também era treinador de basquete e passou 25 anos treinando equipes do ensino médio e da faculdade no Arizona antes de se aposentar em 1997.
Ele tem quatro filhos: William Vincent, Savoia Elizabeth, Hanna Louise e John Bent.

Budenholzer foi preso em Atlanta por suspeita de dirigir sob influência em 28 de agosto de 2013. Ele foi considerado inocente da acusação 34 meses depois por um júri do Tribunal Estadual do Condado de Fulton em 27 de junho de 2016.